# El más buscado
El más buscado és una pel·lícula mexicana policíaca de acció i crim presentada en 2014, dirigida i escrita per José Manuel Cravioto.

## Història
La pel·lícula també va ser llançada com Mexican Gangster: La leyenda del Charro Misterioso i es basa en la vida d'Alfredo Ríos Galeana, en la vida real lladre de bancs, considerat el més prolífic lladre en la història de Mèxic. La pel·lícula és protagonitzada per Tenoch Huerta com Alfredo Ríos Galeana i mostra els seus assalts, les relacions personals i la seva carrera cantant com un mariachi.
La pel·lícula és una continuació del documental El Charro Misterioso (2005), i va ser estrenat en 2015 en el Festival Internacional de Cinema de Morelia La pel·lícula també va rebre vuit nominacions per als Premios Ariel de 2016 en la categoria de millor actor, banda sonora original, especial i efectes visuals, adreça d'art, cinematografia, disseny de vestuari i maquillatge.

## Repartiment
- Tenoch Huerta com Charro Misterioso / Alfredo Ríos Galeana.
- Marco Pérez com Comandant.
- Paola Núñez
- Gerardo Taracena
- Rocío Verdejo

## Premis i nominacions
| Premi                             | Categoria                   | Candidat | Resultat  |
| --------------------------------- | --------------------------- | --- | --------- |
| 58è Premis Ariel                  | Millor actor                | Tenoch Horta | Nominat   |
| 58è Premis Ariel                  | Millor direcció d'art       | Bàrbara Enríquez i Alejandro García                                                                                           | Guanyador |
| 58è Premis Ariel                  | Millor cinematografia       | Tonatiuh Martínez | Nominat   |
| 58è Premis Ariel                  | Millor disseny de vestuari  | Gilda Navarro | Guanyador |
| 58è Premis Ariel                  | Millor maquillatge          | Marco Antonio Hernández | Nominat   |
| 58è Premis Ariel                  | Millor puntaje original     | Andrés Sánchez Maher | Nominat   |
| 58è Premis Ariel                  | Millors efectes especials   | Alejandro Vázquez | Guanyador |
| 58è Premis Ariel                  | Millors efectes visuals     | Edgardo Mejía, Francisco Castillo, Rodrigo de Gant, José Luis Gómez, José Ignacio Narváez, Ivonne Orobio i José Manuel Romero | Guanyador |
| 45a edició de les Diosas de Plata | Millor imatge               | José Manuel Cravioto | Guanyador |
| 45a edició de les Diosas de Plata | Millor director             | José Manuel Cravioto | Guanyador |
| 45a edició de les Diosas de Plata | Millor actor                | Tenoch Horta | Nominat   |
| 45a edició de les Diosas de Plata | Millor actor de repartiment | Marco Pérez | Nominat   |
| 45a edició de les Diosas de Plata | Millor actor de repartiment | Noè Hernández | Nominat   |
| 45a edició de les Diosas de Plata | Millor edició               | Jorge Macaya | Nominat   |
| 45a edició de les Diosas de Plata | Millor cançó                | Enjambre: El ordinario | Guanyador |